# 案内 (2ちゃんねる・5ちゃんねるカテゴリ)
匿名掲示板2ちゃんねる（2ちゃんねる (2ch.net)、 2ちゃんねる (2ch.sc)、5ちゃんねる）における案内（あんない）とは、2ちゃんねる（2ch）に多数存在する板のカテゴリのひとつで、2ch初心者・新人向けや雑談、2chそのもの（運営系をのぞく）について扱う板が属している。

## 歴史
- 1999年6月5日－初心者の質問板新設(当時は質問、雑学板)
- 1999年10月17日－ガイドライン板新設
- 1999年12月10日－ラウンジ板新設(当時は雑学、雑談、ラウンジ板)
- 2000年2月6日－PC初心者板新設
- 2000年5月18日－イベント企画板新設(当時は1周年記念板)
- 2002年4月10日－投票所板新設
- 2002年5月29日－ラウンジクラシック板新設
- 2002年7月27日－グッズリスト板新設
- 2004年8月13日－資料室板新設(当時は2ちゃんねる資料編纂室板)
- 2006年1月27日－2ch証券取引所板新設
- 2011年2月8日－忍者の里板新設(当初は隠し板)
- 2024年3月24日－どんぐり板新設[1]

## 板の一覧

### ラウンジ板
特に決まったテーマは無く、主にネタ系・雑談系のスレッドが多くを占める。なお、「ロビー」などと同様、名称に「板」をつけないことも多く、ラウンジ内のスレッドで「ラウンジ板」と表記すると、住人に「おかしい」と指摘されることがある。正式名称はラウンジ＠2ch掲示板。
設置当初は紳士的でない書き込みや下ネタ、また「氏ね」などの罵倒発言は原則削除という姿勢を貫き、これができる前から設置されていたロビーとの差別化を図っていたが、現在は2001年夏の閉鎖騒動による住人の過疎化が原因なのか、お世辞にもあまり紳士的とは言えない状況になっている。「ラウンジに板違いなし」という言葉も存在するほど自由な板である。またロビーに対して嫌悪感を持つ者の流入などの背景から住民は増加。また「最速1000スレ」などの乱立からさらにアクセス数が増加し、一時閉鎖の危機に陥ったこともあった。その後2002年にサーバの高負荷からラウンジclassic板が分離される。

#### 2ちゃんねるにおける位置付け
2ちゃんねるの各板は「数学」や「政治」のように、通常それぞれの分野におけるトピックについて、おのおのの板で話し合うというルールであり、その分野と関係の無いテーマについては「板違い」と言われることが多々ある。しかしラウンジ板については決まったテーマは定められておらず、公式には「案内カテゴリー・紳士淑女の憩いの場、ラウンジです。」という記述のみである。
主にネタ・雑談系のスレッド多くを占めるが、上記に述べた「板違い」とされるべきスレッドなども頻繁に立ち、またそれを立てることを咎められることもないなどのことから「ラウンジに板違い無し」と言われる。
ラウンジ板に書き込む人間の事を「ラウンジャー」と呼称する事がある。また、他板の住人からはよく「ラウンジ」のジがコに変えられた「ラウンコ」と呼ばれる場合がある。
大人が大人な会話をするために設置された板。

#### 歴史
- 1999年12月10日 - サーバ新設(jbbs.net)
- 2000年4月15日 - サーバ移転(→teri)
- 2000年4月30日 - サーバ移転(→tako)
- 2000年8月18日 - サーバ移転(→piza)
- 2000年9月11日 - サーバ移転(→teri)
- 2001年2月7日 - サーバ移転(→binboserver)
- 2001年2月15日 - サーバ移転(→corn)
- 2001年2月28日 - ★ジャガイモの美味しい食べ方★ というスレッドで(ﾟдﾟ)ｳﾏｰが誕生。
- 2001年8月2日 - ｷﾀ―――(ﾟ∀ﾟ)――――!! スレッドが立つ。[要出典]
- 2001年8月28日 - サーバ移転(→server)
- 2001年9月9日 - サーバ移転(→saki)
- 2001年11月8日 - サーバ移転(→salami)
- 2001年11月18日 - サーバ移転(→corn)
- 2002年2月5日 - サーバ移転(→ex)
- 2002年5月29日 - ラウンジclassic板を分割。
- 2004年2月10日 - サーバ移転(→ex2)
- 2004年5月7日 - サーバ移転(→ex6)
- 2004年5月22日 - サーバ移転(→ex5)
- 2004年8月6日 - サーバ移転(→etc3)
- 2004年10月22日 - サーバ移転(→ex7)
- 2004年12月25日 - サーバ移転(→etc3)

- 2008年7月6日 - サーバ移転(love6→changi)
- 2010年7月31日 - サーバ移転(→yuzuru)

### ﾗｳﾝｼﾞｸﾗｼｯｸ板
ラウンジ板の混雑、負荷の緩和のために作られた板であるがラウンジと比べるとかなり閑散としている。ローカルルールがないため「板違い」という概念がラウンジ同様存在しない。使用サーバが日本国内にあるため、ホスト規制中でも書き込める数少ない板のひとつでそのために規制中の人のためのスレッドも存在する。主にネタ系・雑談系のスレッドが多くを占める。正式名称は ラウンジclassic。

### 初心者の質問板
2ちゃんねるの初心者が質問や練習をする場として古くから利用されてきた板である。2ちゃんねる初心者は2ちゃんねる用語におどおどしないためにも一読しておくと良いとされている。正式名称は「初心者の質問＠2ch掲示板」。初心者の質問板には「初心者板と言えば"もの凄い勢いで誰かが質問に答えるスレ"」と言われるほどの有名スレッドがあり、継続して立てられてきたスレッド数としては、番組ch(フジ)板、番組ch(NHK)板のスレッドを立てるほどでもない実況スレッドに次いで3位である。2009年5月30日時点で21,273スレ。2ch史上最長寿スレッドでもあるといわれる。もの凄い勢いで誰かが質問に答えるスレは、固定ハンドル『マンモス村田』が初めて立て、以後も続いている。当初はID無しの設定であったが、2006年10月、通称『宮城たった』による荒らしで板全体が混乱に陥った事を機に強制ID制となり、同時期にBE Type2が導入された。

#### 歴史
- 1999年6月5日 - 「質問、雑学掲示板」としてサーバ新設(bbs2ch.virtualave)
- 1999年6月12日 - サーバ移転(→ohayou.com)
- 1999年8月xx日 - サーバ移転(→2ch.net)
- 1999年12月8日 - サーバ移転(→jbbs.net)
- 1999年12月12日 - 板名を「初心者、雑学、質問初心者」に改称。
- 2000年4月15日 - サーバ移転(→teri)
- 2000年5月19日 - サーバ移転(→saki)
- 2000年6月19日 - サーバ移転(→mentai)板名を「初心者の質問」に改称。
- 2000年6月24日 - サーバ移転(→saki)
- 2001年11月5日 - サーバ移転(→cheese)
- 2002年4月14日 - サーバ移転(→cocoa)
- 2003年2月15日 - サーバ移転(→etc)
- 2004年5月27日 - サーバ移転(→etc2)
- 2004年6月10日 - サーバ移転(→school4)
- 2004年12月13日 - サーバ移転(→ex9)
- 2004年12月24日 - サーバ移転(→etc3)
- 2006年12月28日 - サーバ移転(→etc5)[5]
- 2007年1月25日 - サーバ移転(→etc6)
- 2007年12月6日 - サーバ移転(→etc7)
- 2008年9月12日 - サーバ移転(→gimpo)
- 2010年8月1日 - サーバ移転(→toki)
- 2011年12月6日 - サーバ移転(→ikura)

### PC初心者板
PC初心者板は専門板では嫌われがちなパソコン初心者のために新設された板である。多くのパソコン初心者がPC等カテゴリから誘導されてくる。
パソコンに関しては、基礎的な操作方法からプログラミングまで様々な話題が存在する。板としては質問と回答で成り立つはずの板だが、まともに回答する住人はほとんど居ない。また、自演質問や釣り質問などの問題点がある。

### グッズリスト板
アスキーアート等、2ちゃんねるでよく使用されるキャラクターグッズのリストを作成する板。2002年、アスキーアートキャラクターが商標登録出願された件を受け設立された。今後の企業による商標登録に対する牽制のためか、既に個人等によって商品化された事例の情報収集が目的だったようである。しかし有効活用されることなく、すぐに存在意義の不明な過疎板となった。2012年現在も設立当初のスレッドが多数残っている。

### ガイドライン板
2ちゃんねる内の流行、又は新2ちゃんねる用語などを細かく解説する目的で新設された板である。しかしそれはあくまで定義であり、現在ではそういった目的に使われるよりは、「コピペの改変」と「他板のレスやスレッドの収集」の2種類に大別される方向性のスレッドで覆い尽くされている。当初は様々な2ちゃんねるに関する情報の集積もされていたが、資料室板が分離新設されたことで情報集積系のスレッドはそちらに移動することに。スレ立てにはbe@2chのアカウントと一定のbeポイントが必要になっている。閲覧とその他書込みに制限はない。正式名称は「ガイドライン＠2ちゃんねる掲示板」である。単にガ板と略すこともある。2ちゃんねる用語を紹介した用語辞典の2典を出版までこぎつけたのはここの住民による。

#### 歴史
- 1999年10月17日 - サーバ新設(2ch.ohayou.com)
- 2000年9月15日 - サーバ閉鎖
- 2001年3月6日 - サーバ再開(→ton)
- 2003年2月15日 - サーバ移転(→that)
- 2004年3月23日 - サーバ移転(→that2)
- 2004年5月10日 - サーバ移転(→that3)
- 2005年9月2日 - サーバ移転(→ex13)
- 2006年5月11日 - ガ板最古スレ「ガイドラインー」がvipperの荒らしにより埋め立てられる。
- 2007年1月20日 - サーバ移転(→ex20)
- 2007年12月4日 - サーバ移転(→society6)

### イベント企画板
1周年記念板を起源とする、2ちゃんねるに関するイベントを扱う板である。イベントの実施が極めて少なくなったことからイベント関係の話題が取り扱われることは少なくなっている。

### 証券取引所板
2ch証券取引所を扱う板である。2ch証券取引所とはbeアカウントを持つユーザーがchモリタポというポイントで株を購入する場所である。株主になると連投規制を回避できるなどの特典がある。2011年に2ちゃんねる証券取引所のシステムである2chseが脆弱性を突かれてクラックされ、閉鎖騒動が巻き起こる。これを機にFOX ★は2chseのサーバを停止、2012年の11月には株数を表示する!kab-などのコマンドも全て消え、2ch証券取引所は事実上終了した。2013年現在はbeアイコンの取引と、ニダーランに関するスレッドが細々と活動しているぐらいである。

### 資料室板
2ちゃんねる各板の投稿数や新設板などの運営的要素、ひろゆきや削除人など2chにおける重要人物の発言収集、ある特定の傾向をもつスレッドの収集、IDやomikuji!などの2ch特有機能関連といったものを扱っている板。正式名称は「２ちゃんねる資料編纂室＠2ch掲示板」。ガイドライン板から分離独立してできた板である。
2012年には2004年から毎年続いてきた「2012年に2chで起こった事件、出来事、流行ったものなどを記録していくスレッド」2ch史が事実上初めて完走した。

#### 歴史
- 2004年8月13日 - サーバ新設(that3)
- 2005年11月17日 - サーバ移転(→that4)

### 投票所板
色んな話題に関する投票が行われる板である。ガイドライン板が全板人気トーナメントのスレッドが多く占めるようになってしまったことから、投票専用の板として隔離された。また、各板(特に強制ID表示を導入していない板)の設定変更(名無しさん・1001表示等)の投票が行われる板でもある。正式名称は「投票所＠2ch掲示板」。

#### 歴史
- 2002年4月10日 - サーバ新設(live)
- 2002年12月9日 - サーバ移転(→ex)
- 2004年2月10日 - サーバ移転(→ex2)
- 2004年5月7日 - サーバ移転(→ex6)
- 2004年5月22日 - サーバ移転(→ex5)
- 2004年12月10日 - サーバ移転(→etc3)
- 2005年4月30日 - etc4サーバに新設(etc3サーバと併設)
- 2005年5月2日 - etc3サーバのスレッドがetc4サーバに移転(→etc4)
- 2007年1月9日 - サーバ移転(→etc6)
- 2007年12月6日 - サーバ移転(→etc7)
- 2008年7月6日 - サーバ移転(→changi)
- 2010年7月31日 - サーバ移転(→yuzuru)
- 2011年12月12日 - サーバ移転(→kohada)

#### 1001表示
2ちゃんねるのスレッドでは、レスが1000を超えるとこれ以上書き込むことが出来ないことを示す自動書き込みが1001レス目に行われる（タイミングによっては1002や1003レス目になる場合もある）。板によって異なり、投票所板の場合は、投票箱のAAの下に「1000を超えました。投票箱閉鎖！」と書かれている。これは、斎藤十朗が参議院議長であった当時、法案採決で牛歩戦術を取る野党議員を前に投票を打ち切った時の発言が元ネタである。

### 忍者の里板
「忍法帖」に関する板。「水遁」「土遁」はこの板でのみ可能だった他、忍者の取りまとめについてもこの板が担っていた。2012年9月に忍者部隊が解散し水遁・土遁の使用が激減。忍法帖廃止後も運営関係者や元忍者によって新ルールの模索が行われていたが、11月に書き込み不可となり事実上の閉鎖となった。
bbsmenuからも外された為、事実上元の隠し板に。2013年現在は924スレしか立っていない。

#### 歴史
- 2011年2月8日 - 忍法帖導入のためサーバ新設(hato)
- 2011年12月11日 - サーバ移転(uni)
- 2012年9月21日 - 忍者部隊が解散
- 2012年11月6日 - 閉鎖

### どんぐり板
大規模スクリプト対策として設立。どんぐりシステムは警備員[Lv.7][新][苗]、[Lv.80][木] といった暗号が出現する。